# Andrés Llorens Fuster
Andrés Llorens Fuster   (Alacant, 1960) és un polític, escriptor i fester valencià.
És una persona molt vinculada al món de les Fogueres de Sant Joan des de la seua joventut, arribant a ser president de la foguera de Sèneca-Autobusos (situada al barri d'Eixample Diputació) l'any 1993, així com de la Federació de Fogueres d'Alacant entre 1995 i 1998, òrgan al qual ja pertanyia des dels anys 80. Ha participat en la direcció de diverses revistes de temàtica festera i ha publicat diversos articles al diario Información.
Es va afiliar des de jove al Partit Popular i va ser elegit regidor d'Alacant per primera vegada en les eleccions municipals de 1999, repetint els resultats posteriorment. Entre 1999 i 2007 va exercir el càrrec de Regidor de Festes. Entre el 2007 i 2011 va ser regidor de Manteniment i Contractació, fet que li va fer sospitós d'estar involucrat en una trama de corrupció anomenada «cas Magallanes» de la qual va estar absolt. Durant 2011 i 2014 va exercir el càrrec de tinent d'alcalde, i va ser alcalde interí després de la dimissió de Sonia Castedo. La seua imputació en el cas Magallanes el va fer dimitir i des d'aleshores es troba apartat de la vida pública.